# Pantolamprus
Pantolamprus – rodzaj chrząszcza z rodziny sprężykowatych.
Owad występuje w Afryce, a jego zasięg występowania obejmuje następujące kraje:
- Gwinea Bissau
- Sierra Leone
- Liberia
- Wybrzeże Kości Słoniowej
- Ghana
- Kamerun
- Kongo
- Gwinea
- Gabon
- Demokratyczna Republika Konga
- Malawi
- Tanzania
- Angola
- Zambia
- Mozambik
- Południowa Afryka